# George Pastell
George Pastell (Nicosia, 13 maart 1923 - Miami-Dade County, Florida, 4 april 1976) was een Cypriotisch acteur in Britse films en televisieprogramma's. De bronnen lopen uiteen wat betreft de vraag of zijn echte naam Nino (IMDb) of George Pastellides (BFI) was.

## Carrière
Pastell maakte zijn filmdebuut in Give Us This Day (1949), gecrediteerd als Nino Pastellides, en speelde schurken in film en televisie. Hij werd vaak gecast door Hammer Film Productions als Oosterse personages zoals Mehemet Bey in The Mummy (1959), de Hogepriester van Kali in The Stranglers of Bombay (1960), Inspecteur Etienne in Maniac (1963), en Hashmi Bey in The Curse of the Mummy's Tomb (1964).
Door zijn exotische uiterlijk werd hij vaak gecast in spionnen films uit de jaren '60, zoals From Russia with Love (1963); Licensed to Kill (1965); A Man Could Get Killed (1966); That Riviera Touch (1966); en Deadlier Than the Male (1967). Hij speelde ook in de films Tiger Bay, The Angry Hills (1959), The Siege of Sidney Street (1960), Konga, The Frightened City (1961), On the Beat (1962), The Moon-Spinners (1964), The Long Duel (1967) en The Magus (1968).
Hij verscheen ook als de antagonist in de jaren '60 televisieseries Danger Man; The Avengers; Doctor Who; The Champions; The Saint; en Department S.
Hij overleed op 4 april 1976 aan een hartaanval op 53-jarige leeftijd.

## Filmografie
- Adam and Evelyne (1949) - Hoofdober Restaurant (niet op aftiteling)
- Madness of the Heart (1949) - Ober
- Give Us This Day (1949) - The Lucy
- Moulin Rouge (1952) - Man bij eerste bar (niet op aftiteling)
- The Gambler and the Lady (1952) - Jacko Spina
- Deadly Nightshade (1953) - Ferrari (niet op aftiteling)
- South of Algiers (1953) - Hassan
- The Bloodless Arena (1957) - Dr. Perora
- Destination Downing Street (1957) - De chef
- McCreary Moves In (1957) - Kapitein Raka
- Blind Spot (1958) - Schrieder
- Battle of the V-1 (1958) - Eryk
- Tiger Bay (1959) - 'POLOMA'-kapitein
- Deadly Record (1959) - Angelo
- The Angry Hills (1959) - Papa Panos
- The Mummy (1959) - Mehemet Bey
- The Invisible Man (1959) - Wachter (niet op aftiteling)
- The Stranglers of Bombay (1959) - Hogepriester van Kali
- Interpol Calling (1959-60) - Kapitein Pagano
- Bottoms Up (1960) - Swarthy Man
- The Siege of Sidney Street (1960) - Brodsky
- Konga (1961) - Prof. Tagore
- The Frightened City (1961) - Sanchetti
- Village of Daughters (1962) - 2e zakkenroller
- Masters of Venus (1962) - Kallas
- On the Beat (1962) - Manzini
- The Saint (1962-69) - Marco Ponti, Vulanin, Koning Fallouda, Georges Olivant
- Tarzan's Three Challenges (1963) - Khan (stem, niet op aftiteling)
- Impact (1963) - Sebastian 'The Duke' Dukelow
- Maniac (1963) - Inspecteur Etienne
- From Russia with Love (1963) - Treinconducteur Oriënt-Express
- The Secret Door (1964) - Antonio
- The Moon-Spinners (1964) - Politie-inspecteur
- The Curse of the Mummy's Tomb (1964) - Hashmmi Bey
- Danger Man (1964) - Petel
- The High Bright Sun (1965) - Prinos
- The Intelligence Men (1965) - Aanslager (niet op aftiteling)
- She (1965) - Haumeid (stem, niet op aftiteling)
- Licensed to Kill (1965) - Tweede Russische commandant
- A Man Could Get Killed (1966) - Lazlo
- The Avengers (1966) - Arkadi
- That Riviera Touch (1966) - Ali
- Khartoum (1966) - Giriagis Bey (niet op aftiteling)
- Run with the Wind (1966) - Lennie
- Deadlier Than the Male (1967) - Carloggio
- The Long Duel (1967) - Ram Chand
- Doctor Who (1967) - Eric Klieg
- The Magus (1968) - Andreas-priester
- Vendetta for the Saint (1969) - Marco Ponti